# Montrose, New York
Montrose är en ort i Westchester County i delstaten New York, USA.